# European Professional Club Rugby
European Proffesional Club Rugby (EPCR) – pozarządowa organizacja międzynarodowa będąca organizatorem europejskich pucharowych rozgrywek klubowych w rugby union (European Rugby Champions Cup i European Rugby Challenge Cup), założona w 2014.

## Powstanie
W 1995 rozpoczęto organizację corocznych europejskich pucharów klubowych w rugby union: Pucharu Heinekena i European Challenge Cup. Ich organizacją zajmowało się European Rugby Cup Ltd (ERC). Jednak dystrybucja zysków i zasady kwalifikacji do rozgrywek budziły kontrowersje wśród klubów angielskich i francuskich. W 2012 władze tych lig ogłosiły zamiar wystąpienia z pucharów i uruchomienia od 2013 konkurencyjnych rozgrywek. W efekcie negocjacji prowadzonych między udziałowcami ERC 10 kwietnia 2014 ogłoszono powołanie nowej organizacji, która zastąpiła ERC – European Professional Club Rugby (EPCR).
Udziałowcami EPCR zostały te same podmioty, które były udziałowcami ERC, zmieniono jednak zasady kwalifikacji do pucharów, zasady ich rozgrywania (m.in. zmniejszono liczbę uczestników) i zasadę podziału zysków (po 1/3 zysków miały otrzymywać kluby z każdej z trzech lig, z których pochodziły kluby występujące w pucharach). Porozumienie, na mocy którego powstała EPCR zawarto na okres co najmniej ośmiu lat. W efekcie począwszy od sezonu 2014/2015 dotychczasowe puchary zastąpiono rozgrywkami pod nowymi nazwami: European Rugby Champions Cup i European Rugby Challenge Cup.

## Struktura
Udziałowcami EPCR są narodowe związki rugby union i organizacje zarządzające rozgrywkami ligowymi:
- Rugby Football Union i Premiership Rugby z Anglii,
- Fédération Française de Rugby i Ligue Nationale de Rugby z Francji,
- Irish Rugby Football Union z Irlandii,
- Scottish Rugby Union ze Szkocji,
- Welsh Rugby Union i Pro Rugby Wales z Walii,
- Federazione Italiana Rugby z Włoch[4][5].

Wszyscy udziałowcy mają reprezentantów w 12-osobowym zarządzie, na którego czele stoi niezależny przewodniczący. Strategią komercyjną i organizacją rozgrywek zajmuje się komitet wykonawczy złożony z dyrektora generalnego, przewodniczącego zarządu oraz trzech członków (po jednym z każdej ligi, z której pochodzą klubu uczestniczące w pucharach: Premiership Rugby, Top 14 i Pro14). Dochody EPCR dzielone są na trzy równe części, każda przeznaczona dla klubów uczestniczących w rozgrywkach z jednej z lig. Siedzibą organizacji jest Lozanna.

## Nagrody
EPCR przejął od ERC oprócz zarządzania rozgrywkami pucharowymi także przyznawanie nagrody dla najlepszego europejskiego gracza roku. Laureaci nagród są ogłaszani co roku po finale głównych rozgrywek pucharowych, European Rugby Champions Cup.